# Золотий м'яч 1959
«Золотий м'яч 1959»

15 грудня 1959
Найкращий футболіст Європи: 
 Альфредо Ді Стефано
 (вдруге)

← 1958 * Золотий м'яч * 1960 →
Золотий м'яч 1959 року — 4-те щорічне вручення нагороди найкращому футболісту Європи від журналу «Франс Футбол».

## Процедура голосування
Участь у голосуванні за визначення найкращого футболіста в Європі взяли представники 20 футбольних асоціацій УЄФА, зокрема: Австрії, Англії, Бельгії, Болгарії, Греції, Іспанії, Італії, Нідерландів, Польщі, Португалії, Румунії, СРСР, Туреччини, Угорщини, Франції, ФРН, Чехословаччини, Швейцарії, Швеції та Югославії. Дебютували в опитуванні респонденти з Румунії та СРСР. Радянський Союз представляв оглядач газети «Советский спорт» Лев Філатов.
Кожен із членів журі обирав п'ятьох футболістів, які, на його думку, є найкращими гравцями Європи. За перше місце нараховували 5 очок, за друге — чотири, за третє — три, за четверте — два, за п'яте — одне очко. Максимально переможець міг отримати 100 очок.
Результати голосування були опубліковані 15 грудня 1959 року в журналі France Football (№ 718).

## Підсумки голосування
Вдруге володарем нагороди став 33-річний іспанський нападник мадридського «Реала» Альфредо Ді Стефано. Ді Стефано став першим дворазовим володарем нагороди «Золотий м'яч».
| Місце | Гравець             | Клуб                 | Країна         | Очки | %    | Місця | Місця | Місця | Місця | Місця | К-ть голосів |
| Місце | Гравець             | Клуб                 | Країна         | Очки | %    | 1-ше  | 2-ге  | 3-тє  | 4-те  | 5-те  | К-ть голосів |
| ----- | ------------------- | -------------------- | -------------- | ---- | ---- | ----- | ----- | ----- | ----- | ----- | ------------ |
| 1     | Альфредо Ді Стефано | Реал Мадрид          | Іспанія        | 80   | 80 % | 14    | 1     | 1     | 1     | 1     | 18           |
| 2     | Раймон Копа         | Реал Мадрид Реймс    | Франція        | 42   | 42 % |       | 4     | 7     | 2     | 1     | 14           |
| 3     | Джон Чарлз          | Ювентус              | Уельс          | 24   | 24 % | 2     | 3     |       |       | 2     | 7            |
|       |                     |                      |                |      |      |       |       |       |       |       |              |
| 4     | Луїс Суарес         | Барселона            | Іспанія        | 22   | 22 % | 1     | 2     | 1     | 2     | 2     | 8            |
| 5     | Агне Сімонссон      | Ергрюте              | Швеція         | 20   | 20 % | 1     | 1     | 1     | 3     | 2     | 8            |
| 6     | Лайош Тіхі          | Гонвед               | Угорщина       | 18   | 18 % |       | 3     | 1     | 1     | 1     | 6            |
| 7     | Ференц Пушкаш       | Реал Мадрид          | Угорщина       | 16   | 16 % |       | 2     | 2     | 1     |       | 5            |
| 8     | Франсіско Хенто     | Реал Мадрид          | Іспанія        | 12   | 12 % | 1     |       | 1     | 2     |       | 4            |
| 9     | Гельмут Ран         | Рот-Вайс Кельн       | Німеччина      | 11   | 11 % |       | 2     | 1     |       |       | 3            |
| 10    | Горст Шиманяк       | Вупперталер Карлсруе | Німеччина      | 8    | 8 %  |       |       | 2     |       | 2     | 4            |
|       |                     |                      |                |      |      |       |       |       |       |       |              |
| 11    | Лев Яшин            | Динамо (Москва)      | СРСР           | 7    | 7 %  | 1     |       |       |       | 2     | 3            |
| 12    | Юрій Войнов         | Динамо (Київ)        | СРСР           | 5    | 5 %  |       |       | 1     | 1     |       | 2            |
| 13    | Деже Бунджак        | Вашаш                | Угорщина       | 4    | 4 %  |       | 1     |       |       |       | 1            |
| 13    | Нільс Лідгольм      | Мілан                | Швеція         | 4    | 4 %  |       | 1     |       |       |       | 1            |
| 13    | Дьюла Грошич        | Татабанья            | Угорщина       | 4    | 4 %  |       |       |       | 2     |       | 2            |
| 13    | Іван Колев          | ЦСКА (Софія)         | Болгарія       | 4    | 4 %  |       |       |       | 1     | 2     | 3            |
| 17    | Георгій Найденов    | ЦСКА (Софія)         | Болгарія       | 3    | 3 %  |       |       | 1     |       |       | 1            |
| 17    | Жуст Фонтен         | Реймс                | Франція        | 3    | 3 %  |       |       | 1     |       |       | 1            |
| 17    | Тітус Буберник      | Інтер (Братислава)   | Чехословаччина | 3    | 3 %  |       |       |       | 1     | 1     | 2            |
| 20    | Флоріан Альберт     | Ференцварош          | Угорщина       | 2    | 2 %  |       |       |       | 1     |       | 1            |
| 20    | Уве Зеелер          | Гамбург              | Німеччина      | 2    | 2 %  |       |       |       | 1     |       | 1            |
| 20    | Жоан Сегарра        | Барселона            | Іспанія        | 2    | 2 %  |       |       |       | 1     |       | 1            |
| 23    | Янош Гереч          | Уйпешт               | Угорщина       | 1    | 1 %  |       |       |       |       | 1     | 1            |
| 23    | Кен Джонс           | Сканторп Юнайтед     | Уельс          | 1    | 1 %  |       |       |       |       | 1     | 1            |
| 23    | Роже Марш           | Расінг (Париж)       | Франція        | 1    | 1 %  |       |       |       |       | 1     | 1            |
| 23    | Антоні Рамальєтс    | Барселона            | Іспанія        | 1    | 1 %  |       |       |       |       | 1     | 1            |

## Цікаві факти
- Розподіл по амплуа серед 26 футболістів згаданих в анкетах наступний: 4 воротарі, 2 захисники, 6 півзахисників та 14 нападників.[1]
- З 26 гравців згаданих в анкетах 6 представляли Угорщину, 5 — Іспанію, по 3 — Францію та ФРН, по 2 — Швецію, СРСР, Уельсу, Болгарію та один — Чехословаччину.
- Жодного голосу респонденти не віддали футболістам Англії та Італії.
- Раймон Копа та Лев Яшин четвертий рік підряд згадувалися в анкетах, при цьому француз вчетверте поспіль посідає підсумкове місце у трійці найкращих.
- Вперше серед футболістів згаданих в анкетах був представник українського футболу — півзахисник київського «Динамо» Юрій Войнов. Правда «Франс Футбол» помилково вказав Войнова, як гравця московського «Спартака».
- Футболіст «Реал» Мадрид втретє поспіль став переможцем опитування.
- За 4 роки проведення опитування в анкетах загалом були названі 63 гравці з 44 клубів п'ятнадцяти європейських країн.
- 18 з 20 респондентів включили Альфредо Ді Стефано у свої анкети, 14 з них на перше місце. Лише два представники не віддали свій голос за натуралізованого іспанця.